# Charles de Gorostarzu
Marie Félix Charles de Gorostarzu, né le 6 octobre 1860 à Saint-Vincent-de-Tyrosse (diocèse d'Aire et Dax) et mort le 27 mars 1933 à Penang (Malaisie), est un prêtre français des Missions étrangères de Paris, missionnaire en Chine et vicaire apostolique dans le Yunnan.

## Biographie

### Jeune missionnaire

Blason de la famille de Gorostarzu

Issu d'une famille basque attachée au trône et à la religion catholique[réf. nécessaire], il poursuit ses études au petit séminaire de Larressore, fait sa philosophie au séminaire MEP d'Issy-les-Moulineaux et sa théologie au séminaire français de Rome.
Après son ordination sacerdotale, le 19 mai 1883, il prolonge ses études à Rome.
Il entre au séminaire de la rue du Bac des Missions étrangères de Paris, le 13 septembre 1884. Il embarque un an plus tard à Marseille pour la Chine avec plusieurs compagnons dont le Jean de Guébriant. Ils sont destinés au vicariat apostolique du Yunnan (aujourd'hui archidiocèse de Kunming) qu'ils atteignent après cinq mois de navigation en mer et deux mois de navigation sur le fleuve Bleu.
Gorostarzu rejoint Jean-Joseph Fenouil, l'évêque de Tenedus, en février 1886 qui l'envoie à Long-ki (dans le Bas Yunnan chez les Lolos), poste lointain à deux jours de Sui-fu par la route, mais à une quinzaine de jours de la préfecture. Il s'occupe ensuite de différents postes reculés dans le gouvernement de Lo-pin-tchéou.
Il est appelé en 1890 à Yunnan-fou pour succéder au procureur. Il lance des bulletins de liaison de nouvelles polycopiés (Le Petit Novelliste).
En 1897, il est nommé à la procure de Mong-tsé où se trouve un consulat de France, une gare et un poste de douane chinoise. Il missionne dans la région notamment auprès des minorités ethniques, ce qui provoque des troubles de la part des Chinois Han: le quartier européen de Mong-tsé est attaqué et brûlé le 21 juin 1899, alors que la révolte des Boxers s'annonce. Lorsqu'elle éclate, Fenouil et ses missionnaires doivent se réfugier au Tonkin, possession française. Charles de Gorostarzu demeure en Chine, ayant été nommé administrateur de la mission, et se réfugie à la frontière tonkinoise côté chinois pendant l'apogée des troubles.
Gorostarzu ainsi que Kirchner ont une centaine de villages sous leur responsabilité pastorale. La mission d'Ou-sé Tchang est incendiée en 1907 avec une quinzaine de maisons de convertis.

### Vicaire apostolique
Après la mort de Jean-Joseph Fenouil, le 10 janvier 1907, Gorostarzu est nommé en décembre 1907 - sous le pontificat de saint Pie X - évêque i.p.i. d'Æla (de) et vicaire apostolique du Yunnan. Pierre-Marie Gendreau le consacre à Hanoï le 29 mars 1908 avec comme co-consécrateurs Jean-Pierre Marcou et Paul-Marie Ramond. 
Il tente de visiter régulièrement les districts de sa mission malgré les difficultés matérielles, fait venir les Sœurs de Saint-Paul de Chartres à Tchongking. Les temps sont troubles. Un prêtre est tué à Tsing-y le 20 décembre 1910 et la république de Sun Yat-sen est proclamée en 1911. En 1912, la région de Long-ki et du Bas Yunnan sont éprouvées par les troubles politiques. Malgré cela, Charles de Gorostarzu visite les districts de l'est et de l'ouest de son vicariat. 
En 1914, cinq de ses missionnaires sont mobilisés et pendant quelque temps, il assure seul le service de la procure de la mission. 
Il part pour la France en 1920 et, du 7 mai au 11 juin 1920, assiste, à Rome, en tant que délégué du groupe des missions de la Chine du Sud, à la réunion préparatoire en vue de l'Assemblée générale de la Société des Missions étrangères prévue pour 1921 à la procure de Hong Kong. Il profite de son séjour à Rome pour obtenir du Saint-Siège la division de son vicariat, et en France, pour contacter les Pères du Sacré-Cœur de Bétharram. Il se rend ensuite à Hong Kong où, du 9 février au 22 mars 1921, il prend part aux travaux de l'Assemblée générale des Missions étrangères.
Il est décoré en 1922 de l'ordre des Millions d'Éléphants et du Parasol Blanc du Louang Prabang. Il quitte Yunnan-fou en septembre 1922, pour assister à la réunion synodale de Sui-fu pour étudier les questions de la future assemblée de Shanghai. À son retour, il visite les districts du nord-est de sa mission, et rentre à Yunnan-fou le 14 février 1923.  
En mai 1924, il est à l'assemblée plénière de Shanghai présidée par le délégué apostolique. En octobre 1924, les Pères de Bétharram se voient confier les districts de Tali, Monghoa, Yangpi, Euluen, Uinpin, et Paochan et les cinq sous-préfectures qui relient les six premières à l'intendance de Poueul. Ce territoire est érigé en mission distincte en 1929, et devient en 1948 le diocèse de Dali. Il célèbre les funérailles de Joseph Bourgain à Yunnan-fou le samedi 3 octobre 1925.  
Charles de Gorostarzu assiste à Hanoï, le 6 avril 1926, au triduum en l'honneur de sainte Thérèse de l'Enfant-Jésus, récemment canonisée par Pie XI et qui priait pour les carmels d'Indochine et les missions de Chine, en union avec saint Théophane Vénard. 
En 1927, il est de retour à Hanoï, puis à Hué au début de juillet, en vue de préparer une future fondation d'un carmel à Yunnan-fou, projet auquel il songeait depuis 1910. Mais, en 1928, en raison des désordres politiques au Yunnan, cette réalisation est repoussée. De Hué, il se rend à Bien-Hoa près de Saigon ; puis passe quelques jours à la clinique Angier de Saïgon. Il s'embarque à bord de l'Amboise le 25 juillet 1927, mais doit entrer en clinique le 29 juillet à Hanoï. Le 14 août 1927, marchant péniblement, il retrouve son évêché de Yunnan-fou. Il se résout alors à demander un coadjuteur.

### Dernières années

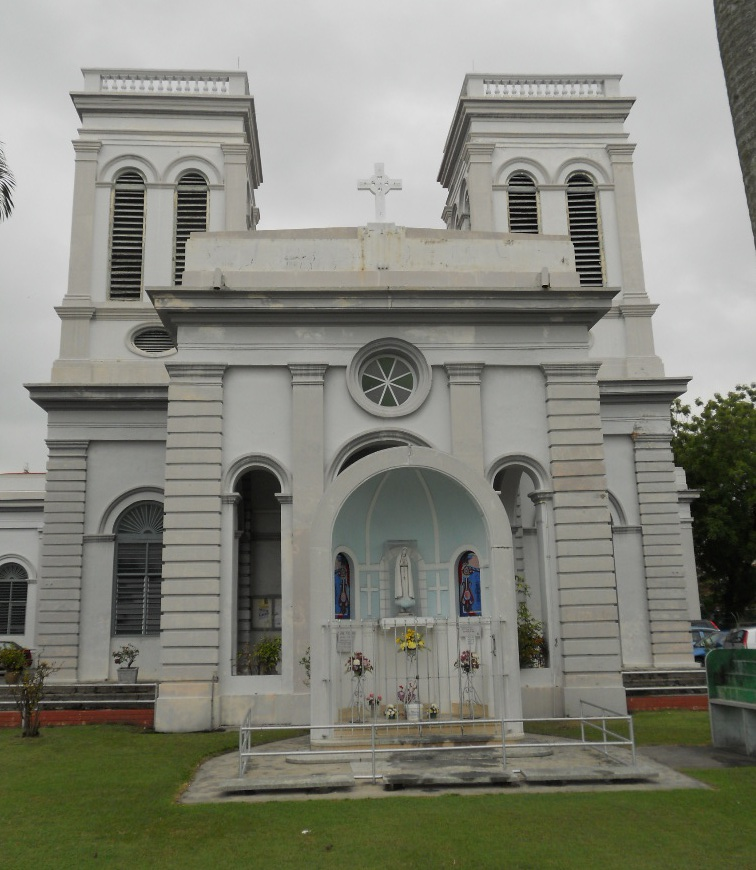
Église (aujourd'hui cathédrale) Notre-Dame-de-l'Assomption, à Penang (Malaisie).

En mai 1930, il part pour Hong Kong où il arrive le 17 mai pour la préparation de l'Assemblée générale de la Société, puis s'embarque à bord du Sphinx à destination de la France. Il prend part à Paris aux travaux de l'Assemblée générale rue du Bac et fait fin août sa visite ad limina à Rome. Il s'embarque à Marseille pour le retour en mai 1931.
Il quitte Yunnan-fou (devenu Kunming) le 10 mars 1933, et Saigon, le 20 mars 1933, à bord du Porthos, pour se rendre en France. Après avoir dépassé Singapour, il est victime d'une congestion. Lorsque le bateau arrive à Penang (Malaisie), Charles de Gorostarzu est débarqué à l'hôpital. Il y meurt le 27 mars 1933.
Ses obsèques se déroulent à l'église de l'Assomption le lendemain et il est enterré au cimetière de Penang à côté de Pierre Perrichon, de la même promotion des MEP que lui (1861-1920), dans la concession de la mission.